# This Cowboy Song
This Cowboy Song è un singolo di Sting. Si tratta di uno degli inediti della raccolta Fields of Gold: The Best of Sting 1984-1994 del 1994.
Oltre alla versione originale, è stata realizzata anche una versione reggae della canzone, insieme al cantante britannico Pato Banton. Questa versione divenne un piccolo successo nel Regno Unito dove raggiunse il 15º posto della Official Singles Chart. In Italia la versione originale venne presentata da Sting come ospite durante il Festival di Sanremo 1995.

## Tracce
1. This Cowboy Song (versione singolo) – 3:59
2. If You Love Somebody Set Them Free  (Brothers In Rhythm Edit) – 4:15
3. If You Love Somebody Set Them Free  (A Brothers In Rhythm Soundtrack) – 11:31
4. Demolition Man (Soulpower Edit) – 3:40